# Verzweiflung

Der Verzweifelte, Gustave Courbet

Verzweiflung ist ein Zustand der emotionalen oder psychischen Verfassung in einer als aussichtslos empfundenen Situation sowie ein Zustand völliger Hoffnungslosigkeit. Knaurs Wörterbuch schreibt dazu, wenn man verzweifelt sei, habe man die Hoffnung aufgegeben und „Angst, dass etwas geschehen wird oder nicht geschehen wird“, und sei ratlos.

## Begriffsgeschichte
Etymologisch stammt verzweifeln von zweifeln ab und steht für ‚verzagen, die Hoffnung auf Besserung verlieren‘, mhd. verzwīveln ‚die Hoffnung aufgeben‘. Die Oeconomische Encyclopädie definierte Verzweiflung 1854 als:

„ein Zustand des menschlichen Gemüthes, welcher in einer gänzlichen Hoffnungslosigkeit besteht. Die Verzweiflung ist gepaart mit Angst und Schmerz, und zwar beides in höchster Steigerung. Sie bringt das Gemüth in solche Verwirrung, daß der Verzweifelnde entweder völlig rathlos sich den wildesten Ausbrüchen des Schmerzes überläßt, oder auf eine bloße Möglichkeit der augenblicklichen Rettung hin, auch wenn die Möglichkeit des Gelingens in weiter Ferne liegt und sogar Gefahr vorhanden ist, in einen noch unglücklicheren Zustand zu gerathen, ohne Überlegung jedes Mittel ergreift, sobald die Vermuthung nur auftaucht, es werde eine rasche Entscheidung herbeiführen. Die Verzweiflung führt sogar oft bis zum Selbstmord, bis zur Selbstvernichtung; denn sie raubt die Klarheit der Sinne, das Bewußtsein von Recht und Unrecht, und bringt den Menschen bis an den Rand völliger Geistesverwirrung oder wirklichen Wahnsinns.“

## Kunst und Literatur

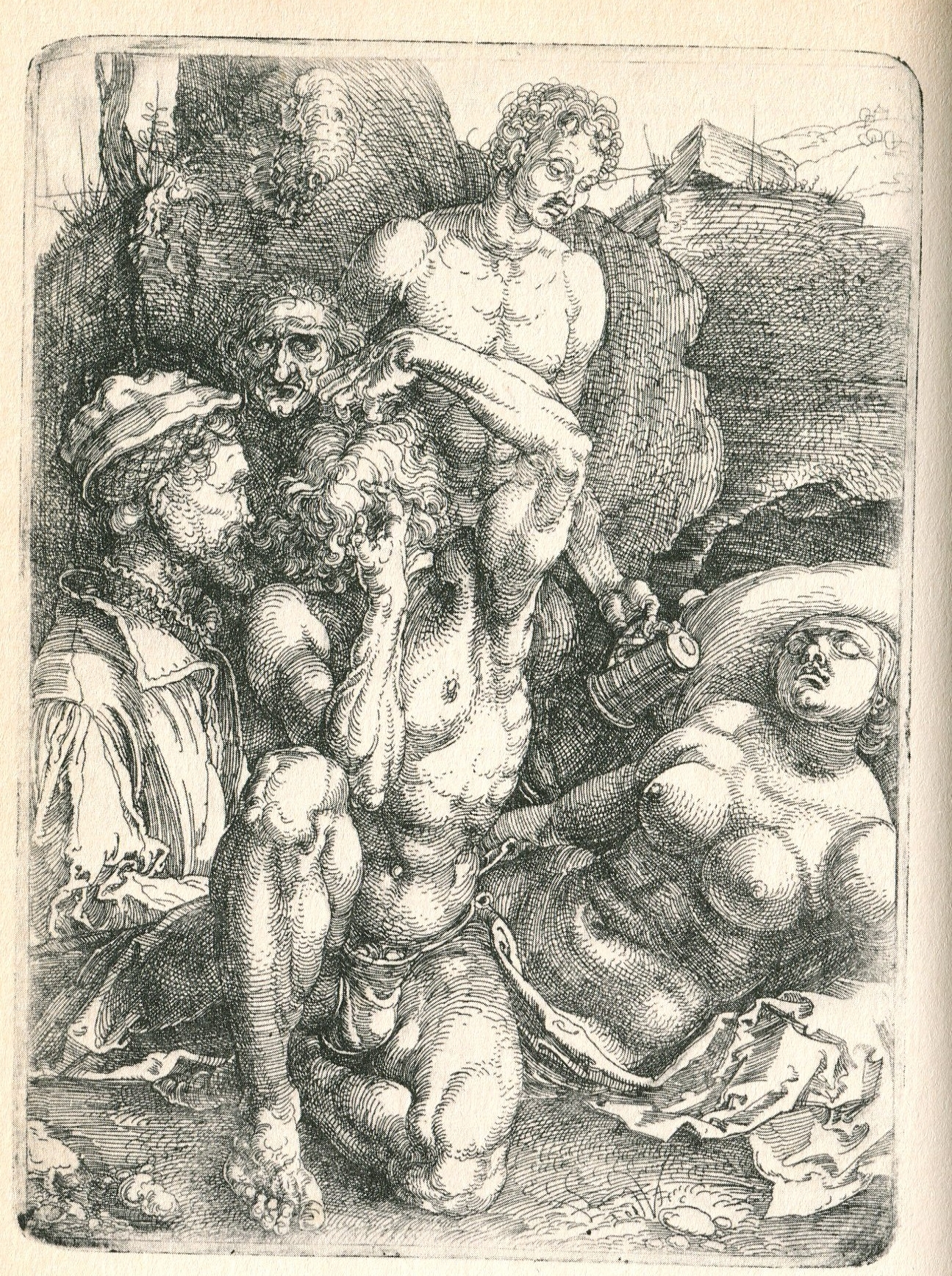
Der Verzweifelnde, Eisenstich von Albrecht Dürer

Auch künstlerische Darstellungen haben Verzweiflung zum Thema, so viele Dramen und Bildwerke.
Eine frühe Ausarbeitung gab der griechische Dichter Euripides in seiner Tragödie Medea. Eine berühmte Verzweiflungsszene ist die des Faust bei Goethe (Wald und Höhle). Eine klassische tragende Bühnenrolle, die in die äußerste Verzweiflung getrieben wird, ist die des Max Piccolomini in Schillers Wallenstein.
Auch das Schicksal der Niobe war für Bildhauer und Dichter schon in der Antike ein gern gewähltes Thema. Der Schrei von Edvard Munch ist ein Beispiel für die expressionistische malerische Darstellung von Verzweiflung.

## Philosophie
Hier wird meist mangelnde Handlungs- bzw. Entscheidungsfreiheit zusammen mit einer negativen Sicht auf die Zukunft als zentral für Verzweiflung gesehen.
Kierkegaard definierte in seinem Werk Die Krankheit zum Tode Verzweiflung unter anderem als „Krankheit im Selbst“ und umschrieb sie auch als „Nicht-Selbst-Sein“. Laut Kierkegaard sei die Möglichkeit einer solchen Krankheit der Vorzug des Menschen vor dem Tier. Sie zeuge von der „unendlichen Aufgerichtetheit oder Erhabenheit“, welche darin bestehe, dass der Mensch Geist sei. In der Möglichkeit dieser Krankheit liegt auch die Freiheit des Menschen in seinem Verhältnis zu sich selbst.

## Psychologie
In der Psychologie ist Verzweiflung definiert als „gefühlsmäßige Reaktion auf eine hoffnungs- und ausweglose erlebte Lebenssituation von höchster persönlicher Bedeutung“. Diese persönliche Einschätzung kann falsch sein, was insbesondere bei seelischen Erkrankungen wie Psychosen oder Depressionen der Fall ist. Länger anhaltende Verzweiflungszustände sind traumatisch und ziehen neurotische Entwicklungen nach sich.